# Флатланн, Анн Кристин
Анн Кристин Офедт Флатланн (Флатланд) (норв. Ann Kristin Aafedt Flatland; род. 6 ноября 1982, Осло) — норвежская биатлонистка, бронзовый призёр Олимпийских игр 2014 года в женской эстафете, двукратная чемпионка мира в эстафетах. Победительница спринтерской гонки на этапе Кубка мира по биатлону и четырёхкратная победительница в эстафетах.

## Биография
Анн Кристин Флатланд родилась 6 ноября 1982 года в пригороде Осло Вике.
С раннего детства занималась спортом: футболом, лёгкой атлетикой.
В 19-летнем возрасте была включена в юниорскую сборную Норвегии по биатлону. В 2003 году Флатланд вошла в основную сборную страны и в том же сезоне дебютировала в Кубке мира. На чемпионате мира по биатлону 2007 года завоевала бронзу в эстафете и стала пятой в спринтерской гонке.
Первый успех Флатланд в личной гонке состоялся в сезоне 2009—2010 годов, когда она дважды взяла бронзу — в спринте на оберхофском этапе и в пасьюте в Антерсельве. Первое золото Анн Кристин получила в смешанной эстафете на этапе в Контиолахти, а первое серебро в аналогичном виде в Ханты-Мансийске.
В сезоне 2010/2011 Флатланд одержала свою первую личную победу, выиграв спринтерскую гонку в Оберхофе. По итогам сезона Анн Кристин Флатланд заняла 16-е место в общем зачёте Кубка мира — лучшее её достижение.
На протяжении всей карьеры Флатланд не отличалась стабильностью.
Анн-Кристин Флатланд пропустила сезон 2011/2012 года в связи с рождением 23 апреля 2012 года дочери Анне. 18 августа 2012 года Флатланд вышла замуж за Кристиана Бреккена.
Флатланд поставила перед собой цель вернуться в спорт в сезоне 2012/2013, планировала выступление на зимней олимпиаде 2014 года в Сочи.
По официальному сообщению Союза биатлонистов Норвегии, Анн Кристин Флатланн была заявлена в сборной на сезон 2012/2013 года, однако сама спортсменка заявила, что полноценно выступить сможет только в конце сезона.
В конце 2012 года Анн-Кристин Флатланд выиграла после возвращения свой первый этап в Бейтостолене (кубок IBU), победив в индивидуальной гонке и спринте.
На чемпионате мира в Чехии в 2013 году, в гонке преследования, Анн-Кристин Флатланд в борьбе за серебряную медаль, обгоняя российскую биатлонистку Ольгу Зайцеву, упала на повороте, зацепив соперницу. В итоге на финише обе остались без медалей. Флатланд финишировала седьмой, а Зайцева — четвёртой, уступив в борьбе за бронзовую медаль украинской биатлонистке Елене Пидгрушной, которая сумела объехать упавших, как и полька Кристина Палка, ставшая в результате второй.
По окончании сезона 2013/2014 Анн-Кристин Флатланд завершила спортивную карьеру.

## Спортивная карьера

### Участие в Олимпийских играх
| Год  | Место проведения | Инд | Спр | Пр | МС | Эст |
| 2010 | Ванкувер         | 14  | 10  | 8  | 11 | 4   |

### Карьера в Кубке мира
- Дебют в кубке мира — 4 декабря 2003 года в спринтерской гонке в Контиолахти — 56 место.
- Первое попадание в очковую зону — 14 января 2005 года 26 место в спринтерской гонке в Рупольдинге.
- Первая личная победа — 8 января 2011 года в спринтерской гонке в Оберхофе.

### Личные результаты в Кубке Мира
| Сезон     | Гонок | Спринт | Спринт | Преслед. | Преслед. | Индивид. | Индивид. | Масс-Старт | Масс-Старт | Всего | Всего | Медали | Медали | Медали |
| Сезон     | Гонок | о      | м      | о        | м        | о        | м        | о          | м          | о     | м     |        |        |        |
| --------- | ----- | ------ | ------ | -------- | -------- | -------- | -------- | ---------- | ---------- | ----- | ----- | ------ | ------ | ------ |
| 2003—2004 | 3     | —      | —      | —        | —        | —        | —        | —          | —          | —     | —     | —      | —      | —      |
| 2004—2005 | 13    | 28     | 43     | 5        | 63       | —        | —        | —          | —          | 33    | 57    | —      | —      | —      |
| 2005—2006 | 14    | 12     | 59     | 9        | 51       | 7        | 50       | —          | —          | 28    | 59    | —      | —      | —      |
| 2006—2007 | 18    | 37     | 41     | 20       | 44       | —        | —        | 13         | 38         | 70    | 43    | —      | —      | —      |
| 2007—2008 | 23    | 59     | 34     | 51       | 34       | 52       | 10       | 64         | 20         | 227   | 25    | —      | —      | —      |
| 2008—2009 | 15    | 71     | 39     | 43       | 41       | 8        | 65       | 64         | 27         | 186   | 37    | —      | —      | —      |
| 2009—2010 | 18    | 208    | 16     | 107      | 20       | 27       | 42       | 88         | 24         | 430   | 21    | —      | —      | 2      |
| 2010—2011 | 23    | 245    | 12     | 147      | 15       | 57       | 25       | 100        | 19         | 549   | 16    | 1      | —      | —      |
| 2012—2013 | 10    | 74     | 36     | 74       | 35       | 17       | 17       | 38         | 19         | 182   | 36    | —      | —      | —      |

o — очки. м — место.

### Статистика выступлений в Кубке мира
| 2013/14 Итоги | 2013/14 Итоги | Эстерсунд | Эстерсунд | Эстерсунд | Эстерсунд | Хохфильцен | Хохфильцен | Хохфильцен | Анси | Анси | Анси | Оберхоф | Оберхоф | Оберхоф | Рупольдинг | Рупольдинг | Рупольдинг | Антхольц | Антхольц | Антхольц | ОИ Сочи | ОИ Сочи | ОИ Сочи | ОИ Сочи | ОИ Сочи | ОИ Сочи | Поклюка | Поклюка | Поклюка | Контиолахти | Контиолахти | Контиолахти | Холменколлен | Холменколлен | Холменколлен |
| Очков         | Место         | См        | Инд       | Спр       | Пр        | Спр        | Эст        | Пр         | Эст  | Спр  | Пр   | Спр     | Пр      | МС      | Эст        | Инд        | Пр         | Спр      | Пр       | Эст      | См      | Спр     | Пр      | Инд     | Эст     | МС      | Спр     | Пр      | МС      | См          | Спр         | Пр          | Спр          | Пр           | МС           |
| 181           | 18            | —         | 22        | 1         | 1         | 41         | 5          | 33         | —    | —    | —    | 5       | 6       | 25      | —          | —          | —          | —        | —        | —        | —       | —       | —       | —       | —       | —       | —       | —       | —       | —           | —           | —           | —            | —            | —            |

| 2012/13 Итоги | 2012/13 Итоги | Эстерсунд | Эстерсунд | Эстерсунд | Эстерсунд | Хохфильцен | Хохфильцен | Хохфильцен | Поклюка | Поклюка | Поклюка | Оберхоф | Оберхоф | Оберхоф | Рупольдинг | Рупольдинг | Рупольдинг | Антхольц | Антхольц | Антхольц | ЧМ Нове-Место | ЧМ Нове-Место | ЧМ Нове-Место | ЧМ Нове-Место | ЧМ Нове-Место | ЧМ Нове-Место | Холменколлен | Холменколлен | Холменколлен | Сочи | Сочи | Сочи | Ханты-Мансийск | Ханты-Мансийск | Ханты-Мансийск |
| Очков         | Место         | См        | Инд       | Спр       | Пр        | Спр        | Пр         | Эст        | Спр     | Пр      | МС      | Эст     | Спр     | Пр      | Эст        | Спр        | МС         | Спр      | Пр       | Эст      | См            | Спр           | Пр            | Инд           | Эст           | МС            | Спр          | Пр           | МС           | Инд  | Спр  | Эст  | Спр            | Пр             | МС             |
| 182           | 36            | —         | —         | —         | —         | —          | —          | —          | —       | —       | —       | —       | —       | —       | 1          | 29         | —          | 18       | 6        | 4        | —             | 8             | 7             | 44            | 1             | 24            | 36           | DNS          | —            | 24   | 41   | 3    | —              | —              | —              |

| 2010/11 Итоги | 2010/11 Итоги | Эстерсунд | Эстерсунд | Эстерсунд | Хохфильцен | Хохфильцен | Хохфильцен | Поклюка | Поклюка | Поклюка | Оберхоф | Оберхоф | Оберхоф | Рупольдинг | Рупольдинг | Рупольдинг | Антхольц | Антхольц | Антхольц | Прескью-Айл | Прескью-Айл | Прескью-Айл | Форт-Кент | Форт-Кент | Форт-Кент | ЧМ Ханты-Мансийск | ЧМ Ханты-Мансийск | ЧМ Ханты-Мансийск | ЧМ Ханты-Мансийск | ЧМ Ханты-Мансийск | ЧМ Ханты-Мансийск | Холменколлен | Холменколлен | Холменколлен |
| Очков         | Место         | Инд       | Спр       | Пр        | Спр        | Эст        | Пр         | Инд     | Спр     | См      | Эст     | Спр     | МС      | Инд        | Спр        | Пр         | Спр      | Эст      | МС       | Спр         | См          | Пр          | Спр       | Пр        | МС        | См                | Спр               | Пр                | Инд               | МС                | Эст               | Спр          | Пр           | МС           |
| 549           | 16            | 10        | 38        | 16        | 4          | 3          | 12         | 15      | 28      | —       | 8       | 1       | 5       | 51         | 10         | 14         | 21       | 6        | 7        | 28          | 10          | 23          | 15        | 21        | 30        | 1                 | 34                | —                 | 82                | —                 | 6                 | 12           | 13           | 28           |

| 2009/10 Итоги | 2009/10 Итоги | Эстерсунд | Эстерсунд | Эстерсунд | Хохфильцен | Хохфильцен | Хохфильцен | Поклюка | Поклюка | Поклюка | Оберхоф | Оберхоф | Оберхоф | Рупольдинг | Рупольдинг | Рупольдинг | Антхольц | Антхольц | Антхольц | ОИ Ванкувер | ОИ Ванкувер | ОИ Ванкувер | ОИ Ванкувер | ОИ Ванкувер | Контиолахти | Контиолахти | Контиолахти | Холменколлен | Холменколлен | Холменколлен | ЧМ Ханты-Мансийск | ЧМ Ханты-Мансийск | ЧМ Ханты-Мансийск |
| Очков         | Место         | Инд       | Спр       | Эст       | Спр        | Пр         | Эст        | Инд     | Спр     | Пр      | Эст     | Спр     | МС      | Спр        | МС         | Эст        | Инд      | Спр      | Пр       | Спр         | Пр          | Инд         | МС          | Эст         | См          | Сп          | Пр          | Спр          | Пр           | МС           | Спр               | МС                | См                |
| 430           | 21            | —         | 31        | 8         | 59         | 31         | 5          | —       | —       | —       | 10      | 3       | —       | 9          | 24         | 3          | —        | 4        | 3        | 10          | 8           | 14          | 11          | 4           | 1           | 13          | DNS         | 25           | 26           | 14           | 43                | 27                | 2                 |

В таблицах отражены места, занятые спортсменом на гонках биатлонного сезона.
Инд — индивидуальная гонка

Пр — гонка преследования

Спр — спринт

МС — масс-старт

Эст — эстафета

См — смешанная эстафета

DNS — спортсмен был заявлен, но не стартовал

DNF — спортсмен стартовал, но не финишировал

LAP — спортсмен по ходу гонки (для гонок преследования и масс-стартов) отстал от лидера более чем на круг и был снят с трассы

DSQ — спортсмен дисквалифицирован

— − спортсмен не участвовал в этой гонке